# خوسيه إناجاكي
خوسيه إناجاكي (بالإسبانية: José Inagaki) هو مصارع هاوي بيروفي، ولد في 16 ديسمبر 1965.

## وصلات خارجية
- خوسيه إناجاكي على موقع قاعدة بيانات المصارعة الدولية (الإنجليزية)
- خوسيه إناجاكي على موقع أوليمبيديا (الإنجليزية)